# Subducció
La subducció és un procés d'enfonsament d'una placa litosfèrica/oceànica sota una altra en un límit de plaques convergent, segons la teoria de la tectònica de plaques. Generalment, és la litosfera oceànica, de major pes específic, la que fa el moviment de subducció sota la litosfera continental, la qual és d'un pes específic més petit a causa del major grossor cortical. Un exemple molt estudiat és la subducció de la placa de Nazca sota la serralada dels Andes.
El moviment lent de la placa oceànica en direcció a les capes més profundes de la Terra provoca un augment progressiu de la temperatura de les roques de l'antic fons marí, que arriben fins a més de 1.000 °C i es fonen parcialment a una profunditat d'uns 100 km. Durant la subducció s'observa, a més, un augment relatiu i ràpid de la pressió. En una zona de subducció, l'escorça terrestre que s'ha fos ascendeix novament cap a la superfície on arriba a formar volcans i illes. La formació d'alguns volcans, muntanyes, illes i fosses oceàniques estan connectades amb el procés de subducció, deriva continental i orogènesi.
La subducció es dona principalment a la costa occidental d'Amèrica del Sud (Xile, Perú, Equador, Colòmbia), el Japó, Aleutianes, Java i parts del mar Mediterrani. Sempre provoca fenòmens sísmics de major magnitud.
La litosfera fosa també allibera gasos de l'atmosfera, que van ser atrapats a terra i per això la subducció de la litosfera també contribueix al reciclatge de l'atmosfera.

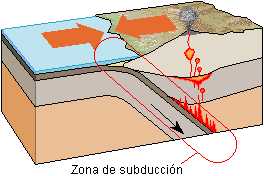
Detall d'una zona de subducció

La zona de subducció és una zona llarga i estreta on una placa litosfèrica descendeix per sota d'una altra. Com que la temperatura i la pressió augmenten amb la profunditat, una part dels materials de la placa en subducció són alliberats, sobretot l'aigua, la qual cosa comporta la fusió en el mantell terrestre, que al seu torn ascendeix a través de l'escorça terrestre continental creant volcans. Les zones de subducció constitueixen una part molt important dins de la dinàmica dels materials terrestres. Els materials subduïts han canviat possiblement les propietats del mantell i han permès que la convecció es mantingui.
Les zones de subducció són àrees amb una intensa activitat volcànica i sísmica. Els focus sísmics, alguns dels quals es troben a 700 km de profunditat, se situen sobre el pla de subducció, anomenat també pla de Benioff.